# Rurki Kasba
Rurki Kasba (o Rurki, Roorki) è una suddivisione dell'India, classificata come census town, di 8.186 abitanti, situata nel distretto di Patiala, nello stato federato del Punjab. In base al numero di abitanti la città rientra nella classe V (da 5.000 a 9.999 persone).

## Geografia fisica
La città è situata a 30° 22' 22 N e 76° 28' 43 E.

## Società

### Evoluzione demografica
Al censimento del 2001 la popolazione di Rurki Kasba assommava a 8.186 persone, delle quali 4.513 maschi e 3.673 femmine. I bambini di età inferiore o uguale ai sei anni assommavano a 1.127, dei quali 666 maschi e 461 femmine. Infine, coloro che erano in grado di saper almeno leggere e scrivere erano 5.628, dei quali 3.327 maschi e 2.301 femmine.